# سرگئی کوزنتسف
سرگئی باریسویچ کوزنتسف (روسی: Сергей Борисович Кузнецов؛ زادهٔ ۶ ژانویهٔ ۱۹۶۴ - ۷ نوامبر ۲۰۲۲) شاعر، ترانه‌سرا، شرح‌حال‌نویس، موسیقی‌دان، تهیه‌کننده موسیقی، نوازندهٔ کیبردز اهل روسیه (اتحاد جماهیر شوروی سابق) است.
وی بنیان‌گذار گروه موسیقیِ لاسکووی مای است.